# Santa Inc.
Santa Inc. es una miniserie de televisión de comedia navideña animada en stop-motion estadounidense para audiencia adulta creada por Alexandra Rushfield que se estrenó el 2 de diciembre de 2021 en HBO Max. A partir de 2022, ya no está disponible para streaming.

## Premisa
La historia sigue a Candy Smalls, una elfa que actualmente trabaja como segunda al mando del Polo norte, mientras busca su objetivo final de convertirse en sucesora como la primera mujer Santa Claus.

## Reparto y personajes
- Sarah Silverman como Candy Smalls, la elfa de mayor rango y la segunda al mando del Santa en funciones, que quiere convertirse en la próxima Santa.
- Seth Rogen como Santa Claus, conocido como Saint Nick (nombre real Llewellyn Fartini), un hombre jovial, con sobrepeso y de mediana edad que desconfía de Candy para convertirse en sucesora de Santa.
- Leslie Grossman como Cookie, una mujer de jengibre y una de las amigas de Candy.
- Gabourey Sidibe como Goldie, un reno bisexual y miembro del equipo B, y uno de los amigos de Candy.
- Craig Robinson como Junior, el líder del equipo A compuesto exclusivamente por renos macho, e hijo de Rudolph, el reno de nariz roja.
- Nicholas Braun como Devin, el pasante.
- Maria Bamford como la señora Leonard Claus y Big Candy.
- Paul Rust como Jeremy/abuelo Smalls.

## Producción
La animación stop-motion estuvo a cargo de Stoopid Buddy Stoodios, quienes también proporcionaron la animación para Robot Chicken.

## Recepción
Santa Inc. fue denostada duramente por los críticos profesionales.
Daniel D'Addario de Variety escribió que la gran dependencia de esta serie en el humor obsceno la conduce a "sentirse adusta y pesada, un trozo de carbón televisado". Consideró que contar chistes sobre renos adictos a la metanfetamina y la señora Claus siendo una stripper "en realidad no dice nada; solo sugiere una disposición a provocar".
Escribiendo para The Hollywood Reporter, Daniel Fienberg elogió las parodias sobre la cultura corporativa, pero calificó los chistes sexuales de "repetitivos y autocomplacientes". Tampoco encontró que el humor tuviera un buen valor de shock, a diferencia de un especial navideño reciente de la serie animada Big Mouth.
Mira Fox de The Forward dio una reseña negativa, criticando la enorme cantidad de humor obsceno y chistes sobre el Holocausto, la trama pobre, los estereotipos perezosos sobre los judíos y, en última instancia, el mensaje pobre del programa, diciendo "Se podría pensar que esta serie navideña hecha por dos judíos famosos tendría un mensaje más grande sobre el antisemitismo o la hegemonía del cristianismo en los EE. UU. Pero en cambio, Silverman también ha reducido el judaísmo a un puñado de estereotipos trillados en Santa, Inc.
Joel Keller en un artículo para Decider escribió que la serie es "más obscena que divertida", y está cerca de ser "gratuitamente obscena".
Barbara Ellen de The Guardian en una reseña mixta escribió que el programa usó "un bombardeo tan implacable de crudeza sin sentido... el humor está casi aplanado", y que en última instancia su comedia era "más divertida cuando no es obscena".
Seth Rogen fue objeto de críticas cuando afirmó de forma infundada y victimizándose alegando que la recepción generalmente negativa que recibió la serie fue un bombardeo de reseñas por parte de "decenas de miles de supremacistas blancos".
Algunos espectadores también han indicado que es bastante similar a la serie The Pole de Syfy, otro programa de animación para adultos sobre la lucha de poder político para convertirse en Santa Claus, la única diferencia es la rivalidad entre Santa y su hijo mayor Jack (que se hace llamar "Black Jack") que solo quiere convertirse en el nuevo Santa para poder tener el control total del Polo norte.